# Ẩm thực đường phố (phim truyền hình)
Ẩm thực đường phố (tiếng Anh: Street Food) là một loạt phim tài liệu của Hoa Kỳ được công chiếu trên Netflix vào ngày 26 tháng 4 năm 2019, do David Gelb và Brian McGinn tạo ra. Bộ phim đưa người xem đi khám phá các món ăn đường phố ở khắp nơi trên thế giới. Được dựng lên từ những cuộc phỏng vấn trực tiếp, hình ảnh được ghi lại thực tế và cả những tư liệu được lưu trữ. Bộ phim đem đến những câu chuyện về những người đầu bếp, món ăn, ký ức của họ về cuộc sống cùng với sự đan xen với bức tranh tổng thể về mức độ ảnh hưởng của ẩm thực đường phố đối với quê hương của họ.

## Tập phim

### Quyển 1: Châu Á
Nguồn: 
| Tập | Thành phố                       | Chủ quán ăn/Tên quán ăn | Món ăn nổi bật | Người được phỏng vấn           |
| --- | ------------------------------- | --- | --- | ------------------------------ |
| 1   | Băng Cốc, Thái Lan              | - Jay Fai (Raan Jay Fai) - Khun Sumeth (Sukhumvit 38 Famous Ba Mee) - Jek Pui (Jek Pui Curry)                                                                               | - Trứng rán thịt cua - Tom yum (Canh chua cay và khô) - Mì trứng kéo tay với thịt xá xíu - Cà ri Thái                     | Chawadee Nualkhair             |
| 2   | Osaka, Nhật Bản                 | - Toyo (Izakaya Toyo) - Taizo Kit (Umai-Ya) - Goshi Yusuke (Fue) | - Các món ăn Izakaya khác nhau (bao gồm Sashimi) - Takoyaki - Okonomiyaki                                                 | Mana Kumagai Yoko Suzuki       |
| 3   | Delhi, Ấn Độ                    | - Dalchand Kashyap (Mangla Chat Wale) - Mohammed Rehan (Kallu Nihari) - Karimuddin Sahib (Karim's) - Dharmender Makkan (Nand di Hatti)                                      | - Chaat Khoai tây - Món hầm Nihari - Seekh kebab - Chole bhature                                                          | Rana Safvi Sangeetha Singh     |
| 4   | Yogyakarta, Indonesia           | - Mbah Satinem (Jajan Pasar Mbah Satinem) - Leonarda Tjahjono (Arya Snack & Food) - Mbah Lindu (Gudeg Mbah Lindu) - Yasir Ferry Ismatrada (Mie Lethek Cap Garuda)           | - Jajan Pasar (Món ăn vặt) - Jajan Pasar (kiểu hiện đại) - Gudeg (Mít om) - Mie Lethek (Mì sắn)                           | Kevindra P. Soemantri          |
| 5   | Gia Nghĩa, Đài Loan             | - Grace Chia Hui Lin (Smart Fish) - Li-Hua Liu-Zhu (Magistrate Liu's) - Tsui-Eh Wang-Li (A Eh Douhua) - Uncle Goat (Song Shan Tu Yao)                                       | - Thịt hầm đầu cá - Cơm gà tây Gia Nghĩa - Tào phớ - Thịt dê hầm 3 ngày 3 đêm                                             | Joanna Liu                     |
| 6   | Seoul, Hàn Quốc                 | - Yoonsun Cho (Gohyang Kalguksu Stall) - Gunsook Jung (Honglim Banchan Stall) - Geumsoon Park/Sangmi Chu (Pakgane) - Jo Jungja (Dongdaemun Food Street)                     | - Kal-guksu (Mì được thái bằng dao) - Gejang (Cua ngâm tương) - Bindae-tteok (Bánh xèo đậu xanh) - Cơm trộn nướng         | Daniel Lee Gray Yeonhak Jung   |
| 7   | Thành phố Hồ Chí Minh, Việt Nam | - Thái Thị Kim Phượng (Quán ốc Cô Trước) - Huỳnh Quốc Dũng (Bánh mì Bảy Hổ) - Không có người phỏng vấn (Cơm tấm Kim Ngân) - Anh Manh (Phở miến gà Kỳ Đồng)                  | - Các món ốc - Bánh mì - Cơm tấm - Phở                                                                                    | Nikky Trần Võ Quốc             |
| 8   | Singapore                       | - Aisha Hashim (Haig Road Putu Piring) - Master Tang (Master Tang's Wonton Noodle) - Wayne and Paul Liew (Keng Eng Kee Seafood) - Niven Leong (Sin Kee Famous Chicken Rice) | - Putu Piring - Mì hoành thánh - Cua sốt ớt - Cơm gà Hải Nam                                                              | Debbie Yong KF Seetoh          |
| 9   | Cebu, Philippines               | - Florencio Escabas/Entoy (Entoy's Bakasihan) - Leslie Enjambre (Leslie's Lechon) - Ian Secong (Azul Tuslob-Buwa) - Rubilyn Diko Manayon (Rubilyn's Carinderia)             | - Nilarang bakasi (Canh lươn san hô chua) - Lechon (Lợn quay nguyên con) - Tuslob buwa - Lumpia (Chả giò kiểu Trung Quốc) | Tatung Sarthou Jude A. Bacalso |

### Quyển 2: Mỹ Latinh
| Tập | Thành phố               | Chủ quán ăn/Tên quán ăn | Món ăn nổi bật | Người được phỏng vấn                            |
| --- | ----------------------- | --- | --- | ----------------------------------------------- |
| 1   | Buenos Aires, Argentina | - Pato Rodríguez (Las Chicas de la Tres) - Francisco Ibáñez (La Mezzetta) - Fabián Peralta (Lo de Fabi) - Rubén Batalla (El Puesto de Ruben)                                             | - Tortilla de Papas (Khoai tây, giăm bông & trứng ốp lết phô mai) - Tortilla de Verdura (Rau củ & trứng ốp lết phô mai) - Fugazzeta (Pizza nhồi kiểu Argentina) - Argentinean Empanadas (Bột ngô chiên) - Choripán (sandwich xúc xích Chorizo) | Silvina Reusmann Allie Lazar                    |
| 2   | Salvador, Brazil        | - Suzana Sapucaia/Dona Suzana (Ré Restaurante) - Martinha Rodrigues (Martinhá do Abará) - Claudia Barbara (Acarajé da Baia) - "Kabaça" Clementino (Bar dú Kabaça)                        | - Moqueca (Cá, nước cốt dừa & dầu cọ) - Abará (Đậu nghiền hấp, tôm khô hun khói & dầu cọ) - Pirão (Bột sắn, thị xấy khô & xúc xích) - Acarajé (Bánh đậu mắt đen chiên trong dầu cọ) - Feijoada (Đậu nâu & thịt hầm)                            | Tereza Paim Vilson Caetano de Sousa Jr.         |
| 3   | Oaxaca, Mexico          | - Valentina Hernández/Doña Vale (Memelas Doña Vale) - Sandra Ortiz (Empanadas del Carmen) - Doña Brígida Manzano (Tlayudas la Chinita) - Aurora Sánchez/Doña Aurora (El Pocito)          | - Memela (Bánh Tortilla, sốt Salsa & phô mai) - Empanadas de Amarillo (Bánh Tortilla, gà và sốt Mole vàng) - Tlayuda (Bánh Tortilla với phô mai, đậu và thịt nướng) - Piedrazos (Bánh mì, giấm & phô mai) - Aguas frescas (Nước trái cây tươi) | Celia Florián Rodolfo Castellanos               |
| 4   | Lima, Peru              | - Tómas Matsufuji/Toshi (Al Toke Pez) - Pablo Valverde/María Gonzales (Picarones Mary) - Angelica Chinen (Huerta Chinen) - Rosana Espirito (Doña Pochita)                                | - Ceviche (Gỏi hải sản) - Picarones (Bánh vòng kiểu Peru) - Combinado de Marisco (Ceviche, mực chiên giòn, cơm chiên hải sản) - Anticuchos (Tim bò nướng)                                                                                      | Javier Masias Catherine Contreras Gastón Acurio |
| 5   | Bogota, Colombia        | - Luz Dary/Mamá Luz (Tolú) - Mary Renteria (Esquina de Mary) - Doña Bertha Segura (La Caseta del Tinto) - Pilar Delgado & Patrica Delgado (Comidas Pili & Cositas Ricas Doña Maria)      | - Ajiaco (Súp khoai tây với thịt gà) - Mote de Queso (Súp khoai mỡ & phô mai) - Rompe Colchón (Súp cá nấu dừa) - Arepas (Bột ngô nướng) - Tamales (Bột ngô hấp lá chuối) - Bandeja Paisa (Đĩa thịt hỗn hợp, đậu và cơm)                        | Eduardo Martínez Juliana Duque Luisa Acosta     |
| 6   | La Paz, Bolivia         | - Emiliana Condori (Rellenos de Doña Emi) - Cristina Zurita (Plaza de las Cholas #6) - Carlos Suaznábar/Constantina Velasco (Apis Sabor Irupaneño) - Mery Costas (Helados Tradicionales) | - Relleno de papa (Khoai tây nghiền và thịt) - Sándwich de chola (Bánh kẹp giò lợn) - Buñuelo (Bột chiên) - Helado de Canela (Kem tuyết quế)                                                                                                   | Sumaya Prado Marsia Taha                        |

### Quyển 3: Hoa Kỳ
| Tập | Thành phố               | Chủ quán ăn/Tên quán ăn | Món ăn nổi bật | Người được phỏng vấn              |
| --- | ----------------------- | --- | --- | --------------------------------- |
| 1   | Los Angeles, California | - Juan Carlos "Billy" Acosta (Carnitas El Momo) - Elvira Chan (Dollar Hits) - Estella Dalé (Guatemalan Night Market) - Duane Earle & Cary Earle (Earle's on Crenshaw)                                                                                 | - Carnitas - Xiên nướng kiểu Philippines (thịt và nội tạng nướng) - Guatemalan churrasco (thịt nướng & bánh ngô) - Hot dog | Bill Esparza Matthew Kang         |
| 2   | Portland, Oregon        | - Thủy Phạm (Mama Đút) - Matt Vicedomini (Matt's BBQ Tacos) - Kiauna "Kee" Nelson (Kee's #Loaded Kitchen) - Collin Mohr & Aaron Kiss (Ruthie's) | - Món ăn chay Việt Nam - Taco ức bò nướng - Đĩa Loaded (món an ủi tâm hồn) - Đồ ăn nấu bằng củi theo mùa                   | Karen Brooks Mike Thelin          |
| 3   | New York City, New York | - Tami Treadwell (Harlem Seafood Soul) - Gio Lanza (Luigi's Pizza) - Mando El Gammal (Mando's) - Dan Rossi (Hot Dog King) | - Tôm với yến mạch - Po'boy tôm - Pizza - Cơm gà Halal - Hot dog (NYC)                                                     | Chef JJ Johnson Ed Levine         |
| 4   | New Orleans, Louisiana  | - Ms. Linda Green (Ms. Linda's Soul Food) - Kirk Frady (Frady's One Stop) - Ashley Hansen (Hansen's Sno-Bliz) - James Simon (Mais La Seafood) | - Yakamein - Po'boy - Đá bào - Tôm hùm đất luộc                                                                            | Vance Vaucresson Ian McNulty      |
| 5   | Oahu, Hawaii            | - James Martin & Leonard Nombris (Da Bald Guy) - Ryan Ching (Ry's Poke Shack) - Liko Hoe (Waiāhole Poi Factory) - Terry Aguinaldo & Romy Aguinaldo (Romy's Kahuku Prawns & Fish)                                                                      | - Đĩa cơm trưa - Poke - Poi - Tôm xào tỏi (Tôm được xào trong sốt bơ tỏi)                                                  | Lanai Tabura Mark "Gooch" Noguchi |
| 6   | Miami, Florida          | - Larry D. Reaves, Jr. aka Souseman Larry (World Famous Souseman Barbeque) - Melissa Elias (Luis Galindo's Latin American Restaurant #2) - Mercy Gonzalez (El Rey de las Fritas) - Noam Yemini & Melisanne Craan (Naomi's Garden Restaurant & Longue) | - Souse - Bánh mì kẹp Cuba - Frita Cuba - Đĩa đồ ăn Haiti (Chuối, súp bouillon, pikliz, legim)                             | Carlos Frías Starex Smith         |

## Phát hành
Tính đến năm 2022, bộ phim tài liệu này đã ra mắt mùa thứ ba. Mùa đầu tiên được phát hành trên Netflix vào ngày 26 tháng 4 năm 2019, mùa thứ hai vào ngày 21 tháng 7 năm 2020 và mùa ba được phát hành vào ngày 26 tháng 7 năm 2022.

## Đón nhận
Trang tổng hợp đánh giá Rotten Tomatoes cho biết bộ phim nhận được 100% lượng đồng thuận dựa theo 8 bài đánh giá, với điểm trung bình là 8/10 cho mùa đầu tiên. Đối với mùa thứ hai, Rotten Tomatoes ghi nhận tỷ lệ 83% lượng đồng thuận dựa trên 6 bài đánh giá, với điểm trung bình là 6,5/10.